# 信任
信任存在於人際關係中。人類具有信任和判斷可信賴性的天然傾向。這可以追溯到人類大腦的神經生物學結構和活動。一些研究表明信任可以改變，例如通過應用催產素。
在社會背景下，信任有多種含義。 信任的定義通常是指具有以下特徵的情況：一方（委託人）願意依賴另一方（受託人）的行為，並且這種情況通常是針對未來的。此外，委託人（自願或被迫）放棄對受託人所執行行為的控制。因此，委託人不確定對方行為的結果；委託人只能發展和評估期望。這種期望是針對受託人的動機而形成的，取決於他們的特徵、情況和相互作用。 如果受託人不按預期行事，則不確定性源於對委託人的失敗或傷害風險。
在談到人與科技的關係時，信任的歸屬是一個有爭議的問題。意向性立場（英語：Intentional stance）表明信任可以有效地歸因於複雜技術的人際關係。當前社會科學面臨的主要挑戰之一是重新思考技術的快速進步如何影響信任等結構。對於顯著改變社會系統因果關係的資訊科技來說尤其如此。
在社會科學中，信任的微妙之處是一個持續被研究的主題。在社會學和心理學中，一方信任另一方的程度是對另一方誠實、公平或仁慈的信念的衡量標準。 “信心”一詞更適合用於相信另一方的能力。如果將信任失敗解釋為能力失敗而不是缺乏仁慈或誠實，則可能更容易被原諒。 在經濟學中，信任通常被概念化為交易中的可靠性。在所有情況下，信任都是一種啟發法決策規則，允許人類處理需要在理性推理中不切實際的努力的複雜性。

## 社會學
管理領域中對於人際信任的概念，無論是在人際間、團體隊間、組織間的層次上，均具備下列6項特色：
- 相互依賴性：

相互依賴表示雙方之間存在著交換關係，無論交換內容為何，都表示雙方至少有某種程度的利害相關，己方利益必須靠對方才能實現。
- 心理概念：

人際信任的經驗是由個人價值觀、態度、心情及情緒交互作用的結果，純粹是一組心理活動的產物。
- 風險：

信任他人意謂著必須承受易受對方行為傷害的風險，因此，承擔易受傷害之風險的意願亦是人際信任之核心。
- 善意：

善意讓信任者確信被信任者不會傷害自己且會保護自己的利益，因而願意信任對方。善意的表現再更進一步就是慈悲心的流露，慈悲心是指被信任者不以自利為導向，而會以信任者或共同利益為優先，善意可以被視為人際信任產生之關鍵；缺乏善意之信任，只可被視為信心。
- 理性決策：

如果僅是一廂情願的相信他人而無任何的懷疑，將會導致危機或加劇信任濫用的情形，當信任者在交換過程中獲得被信任者值得信任的證據，如口碑、意圖、能力、可靠性，及前述的善意等，然後信任者會依其信任傾向來決定是否信任對方。
- 情感成份：

個人的情感狀態會影響信任經驗，並影響對被信任者可信任性的判斷。這與前述之理性面向的論點並不矛盾，認知性及情感性的元素同時存在於人際信任之中，如果只有情感而沒有理性認知，信任就成了盲目的信心，反過來說，如果只有理性認知而沒有情感性元素，則信任只是冷血的預測，因此信任通常是情感及理性思考之混合體。

## 心理學
在心理學中，信任是社會影響概念中不可或缺的一部分 ：因為影響或說服一個信任你的人是容易的。因此，這個概念已被廣泛的應用於預測組織（例如：政府機構）的行為。然而，再次感受到誠實，能力和價值的相似性（value similarity, 稍微類似仁愛心）是必要的。若因為明顯違反了其中的三個因素而喪失了信任，將很難修復信任。因此，建設信任與破壞信任有一個明確的對稱性。
越來越多的研究已經完成信任的概念和它對社會的影響：
- 在她的書中[11]試圖整合信任的所有概念。她指出在人的生活中，信任做了三件基本的事: 它使社會生活可預測化, 它創造了"社區意識", 而且它讓人們更容易在一起工作.
- 在sexual trust中 Riki Robbins[12]描述了 信任的四個階段 （页面存档备份，存于）:
- 消息理論中Ed Gerck定義且比較信任的社會功能，例如 [13]power, surveillance, and accountability: